# Bel Ami (Lied)

Willi Forst singt Bel Ami, 1939

Der Schlager Bel Ami mit dem Text von Hans Fritz Beckmann nach der Melodie von Theo Mackeben, genauer Du hast Glück bei den Frau’n, Bel Ami!, gesungen erstmals 1939 von Lizzi Waldmüller im Willi-Forst-Film Bel Ami, gewann im Deutschen Reich starke Popularität, was angesichts seines „unheldischen“ Refrains bemerkenswert ist: 
Du hast Glück bei den Frau’n, Bel Ami! (...) bist kein Held, nur ein Mann, der gefällt.
Bei der Schallplattenfirma Odeon erschien kurze Zeit später eine Fassung, bei der Willi Forst selbst sang.

## Andere Versionen
Die schwäbische Mundart Band Herrn Stumpfes Zieh & Zupf Kapelle veröffentlichte nach der Melodie von Bel Ami den Titel Linsengericht. Der Text dieses Liedes ist eine Anleitung zur Zubereitung einer schwäbischen Linsensuppe.